# Počátky
Počátky település Csehországban, a Pelhřimovi járásban. Počátky Polesí, Popelín, Kaliště, Panské Dubenky, Jihlávka, Častrov, Stojčín, Horní Cerekev, Horní Ves, Žirovnice és Bělá településekkel határos. Lakosainak száma 2500 fő (2024. január 1.).

## Népesség
A település lakosságának változását az alábbi diagram mutatja:
| Lakosok száma | 3717 | 3942 | 3472 | 2736 | 3048 | 2755 | 2563 | 2551 | 2465 | 2500 |
|               | 1869 | 1890 | 1921 | 1950 | 1980 | 2001 | 2017 | 2019 | 2022 | 2024 |